# Krigsåret 1926

## Pågående krig
- Andra italiensk-sanusiska kriget 1923-1931

## Händelser

### Maj
- Maj - Abd el-Krim tvingas kapitulera för fransmännen, och därmed avslutas rifkabylernas långa uppror.

### Juni
- Juni - Zhang Zuolins trupper intar Peking.

## Födda
- 1 oktober – Nguyen Huu An, vietnamesisk befälhavare.

## Avlidna
- 12 juli – John W. Weeks, 66, amerikansk krigsminister.
- 9 oktober – Josias von Heeringen, 76, preussisk general och krigsminister.